# Butthole Surfers
Butthole Survers (укр. Анальні серфери) — американський панк-рок-гурт, утворений в 1981 році в Сан-Антоніо.

## Історія гурту
Засновниками колективу були Гіббі Хейнс та Пол Лірі, студенти коледжу в Сан-Антоніо, штат Техас, які познайомились в 1977 році. Після закінчення навчання, за чотири роки вони утворили власний гурт. Першою назвою була Dick Clark Five, потім її багато разів змінювали. Остаточна назва — Butthole Surfers — була взята з однієї із пісень, бо саме так помилково назвав гурт радіодіджей.
Перші записи гурту вийшли на лейблі Джелло Біафра Alternative Tentacles. В 1983 році вийшов однойменний дебютний альбом Butthole Surfers, пізніше перевиданий під назвою Brown Reason to Live. Склад колективу декілька разів змінювався, аж доки в 1983 році до Хейнса (вокал) і Лірі (гітара) не приєднались два барабанщики — Кінг Коффі та Тереза Нервоза. В цьому складі колектив став досить популярним в андеграундному середовищі завдяки своїм шаленим концертним виступам з використаннями оголених танцівниць та вогняних ефектів.
З 1984 по 1991 роки Butthole Survers випустили цілу низку записів, видаючи щонайменше один альбом кожного року. Попри зміни складу, дует Хейнса та Лірі залишався незмінним і визначав стилістику гурту. Їхня музика була жорстким поєднанням хардкор-панку, металу та артроку, а пісні відзначались агресивними та образливими тематиками. Віддалений від великих музичних центрів, колектив з Сан-Антоніо все ж суттєво вплинув на музичну сцену. Зокрема, творчість Butthole Surfers відзначали гранджовий рок-музикант Курт Кобейн та аванджазовий саксофоніст Джон Зорн.
Найбільш несподіваним етапом кар'єри Butthole Surfers стало підписання контракту з мейджор-лейблом Capitol в 1992 році. Продюсером наступної платівки став Джон Пол Джонс з Led Zeppelin. В 1993 році вийшов альбом Independent Worm Saloon, який містив пісню «Who Was in My Room Last Night?», що навіть транслювали по радіо. Деякий час після цього музиканти займались власними проєктами, а в 1996 році випустили альбом Electriclarryland з найбільшим хітом за всю свою історію — «Pepper». Пісні Butthole Surfers потрапили в чарти альтернативного року, транслювались на MTV та звучали в голлівудських кінофільмах; Butthole Surfers навіть виступили на шоу Девіда Леттермана. Багаторічні фанати гурту були розчаровані тим, що колись безкомпромісний андеграундний гурт став частиною мейнстриму та «продався».
В 1998 році було записано платівку After the Astronaut, проте вона так і не вийшла через конфлікт з лейблом. Лише у 2001 році гурт підписав контракт з Disney Music Group та випустив наступний альбом Weird Revolution, додавши до нього перезаписані версії декількох невиданих пісень. Головним хітом мала стати пісня «The Shame of Life», створена Кід Роком, але платівка отримала дуже низькі оцінки критиків. І хоча «The Shame of Life» піднялась на 24 місце в чарті Modern Rock, вона не затрималась там надовго. Після цього Хейнс та Лірі іноді натякали на нові записи, або давали поодинокі концерти, але нових альбомів Butthole Surfers з того часу не виходило.

## Дискографія
- 1983 — Butthole Surfers EP
- 1984 — Live PCPPEP
- 1984 — Psychic… Powerless… Another Man's Sac
- 1985 — Cream Corn from the Socket of Davis EP
- 1986 — Rembrandt Pussyhorse
- 1987 — Locust Abortion Technician
- 1988 — Hairway to Steven
- 1989 — Widowermaker EP
- 1989 — Double Live
- 1990 — Pioughd
- 1993 — Independent Worm Saloon
- 1996 — Electric Larryland
- 2001 — Weird Revolution
- 2002 — Humpty Dumpty LSD[4]